# Cering Como
Cering Como, ཚེ་རིང་མཚོ་མོ (ur. 1983 w Sonamthang) – bhutańska nauczycielka i polityczka. Jedyna kobieta wybrana do Rady Narodowej Bhutanu podczas wyborów parlamentarnych w 2023 roku.

## Życiorys
Como urodziła się w wiosce Sonamthang, w gewogu Ngangla, w dystrykcie Żemgang na południu kraju.

### Edukacja i kariera zawodowa
Ukończyła studia z dydaktyki na Paro College of Education, koledżu Royal University of Bhutan (འབྲུག་རྒྱལ་འཛིན་གཙུག་ལག་སློབ་སྡེ་).
Przez 14 lat pracowała jako nauczycielka w Thimphu, była również właścicielką własnej firmy w mieście Panbang.

### Działalność polityczna
Czterokrotnie ubiegała się o mandat do Rady Narodowej Bhutanu, wyższej izby bikameralnego parlamentu Bhutanu. W czasie wyborów w 2023 roku o 20 mandatów ubiegało się 5 kobiet i 84 mężczyzn. W trakcie kampanii wyborczej spotkała się z seksizmem, a jej męscy kontrkandydaci argumentowali, że kobieta nie da rady podołać obowiązkom i pracy w Radzie Narodowej. W czasie kampanii wyborczej odwiedziła osiem gewogów. Na swoją kampanię wyborczą wydała 148 tysięcy ngultrum. Jej kampania wyborcza skupiała się na walce z biedą; Żemgang jest najbiedniejszym regionem w kraju. Jako rozwiązanie problemu zaproponowała zwiększenie inwestycji w turyzm. W czasie wyborów zobowiązała się do odwiedzania swojego okręgu wyborczego co najmniej raz w roku.
Zdobyła 3170 z 11 591 oddanych głosów, wygrywając z czterema kontrkandydatami. Została jedyną kobietą wybraną na członkinię Rady Narodowej, pozostałych 19 członków pochodzących z wyborów jest mężczyznami. Korzystając ze swojej prerogatywy, król Bhutanu Jigme Khesar Namgyel Wangchuck mianował 5 członków Rady Narodowej, w tym 2 kobiety: Kalzang Czo Kji Dordże, producentkę filmową (która była również członkinią Rady Narodowej od 2015 roku), oraz Taszi Czo Dzom, która wcześniej służyła jako pierwsza kobieta w Sądzie Najwyższym (od 2012 roku).
Jest drugą kobietą reprezentującą Żemgang w Radzie Narodowej. Zasiadła w Komisji Spraw Społecznych i Kulturalnych.
Popiera wskaźnik szczęścia narodowego brutto.

### Życie prywatne
Ma dwójkę dzieci. Wspólnie z rodziną mieszka w Thimphu, stolicy kraju.